# Горенє Отаве
Горенє Отаве (словен. Gorenje Otave) — поселення в общині Церкниця, Регіон Нотрансько-крашка, Словенія. Висота над рівнем моря: 829 м.